# Побрђани (Козарска Дубица)
Побрђани су насељено мјесто у општини Козарска Дубица, Република Српска, БиХ. Према попису становништва из 1991. у насељу је живјело 144 становника.

## Историја
У овом селу црквене општине Кнежица Василију Острошком подигнута је истоимена црква у којој се налази и реликвија овог православног светитеља. Црква је задужбина Борка Босиочића, суграђанина који живи и ради у Лондону. Храм је посветио светом Василију Острошком, коме се молио за време болести своје кћерке Теодоре. Поред храма налази се и дивна крстионица, која ја изграђена по узору хиландарске крстионице.

## Становништво
| Демографија | Демографија | Демографија |
| Година      | Становника  | Становника  |
| ----------- | ----------- | ----------- |
| 1948.       | 311         |             |
| 1953.       | 258         |             |
| 1961.       | 227         |             |
| 1971.       | 197         |             |
| 1981.       | 179         |             |
| 1991.       | 144         |             |

## Галерија
- Крстионица поред цркве која је направљена по узору хиландарске крстионице[2]
- Олтар и иконостас у цркви
- Фреске на крову крстионице